# ديفيد هيغينز (مجدف)
ديفيد هيغينز (بالإنجليزية: Dave Higgins)‏ هو مجدف أمريكي، ولد في 14 فبراير 1947 في ورسستر في الولايات المتحدة.

## وصلات خارجية
- ديفيد هيغينز على موقع الاتحاد الدولي للتجديف (الإنجليزية)
- ديفيد هيغينز على موقع أوليمبيديا (الإنجليزية)